# Municipio de Logan (condado de Gray)
El municipio de Logan (en inglés: Logan Township) es un municipio ubicado en el condado de Gray en el estado estadounidense de Kansas. En el año 2010 tenía una población de 207 habitantes y una densidad poblacional de 0,67 personas por km².

## Geografía
El municipio de Logan se encuentra ubicado en las coordenadas 37°55′19″N 100°32′47″O / 37.92194, -100.54639. Según la Oficina del Censo de los Estados Unidos, el municipio tiene una superficie total de 309.18 km², de la cual 309,07 km² corresponden a tierra firme y (0,04 %) 0,11 km² es agua.

## Demografía
Según el censo de 2010, había 207 personas residiendo en el municipio de Logan. La densidad de población era de 0,67 hab./km². De los 207 habitantes, el municipio de Logan estaba compuesto por el 92,27 % blancos, el 1,45 % eran afroamericanos, el 3,86 % eran de otras razas y el 2,42 % eran de una mezcla de razas. Del total de la población el 6,28 % eran hispanos o latinos de cualquier raza.